# Poor Papa
Poor Papa är en amerikansk animerad kortfilm från 1928 med Kalle Kanin i huvudrollen.

## Handling

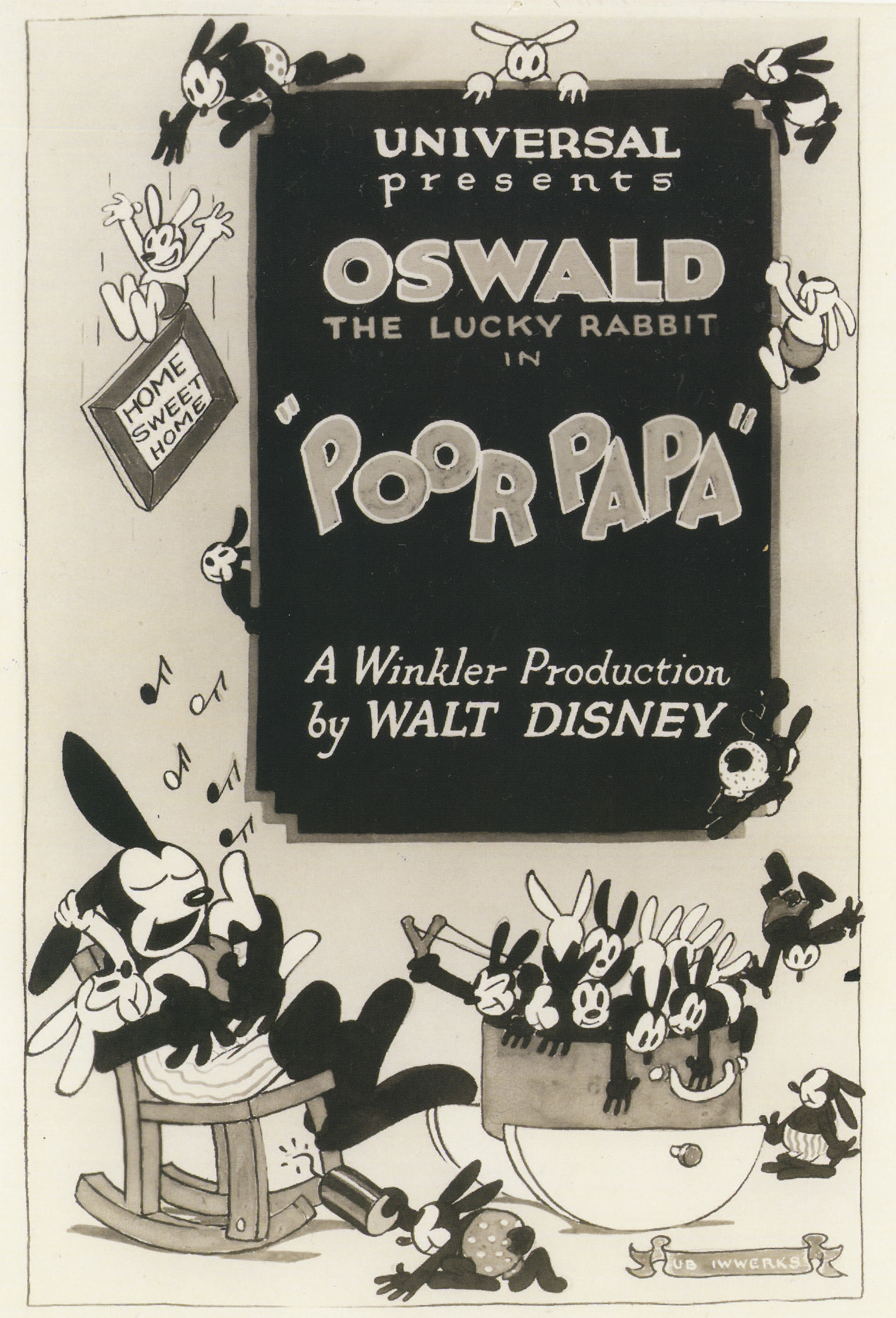
Filmposter

Kalle Kanin får besök av en flock storkar som anländer med ett gäng kaninungar. Kalle försöker komma på ett sätt att hindra detta.

## Om filmen

### Bakgrund
Filmen producerades 1927 och var den allra Kalle Kanin-kortfilm som producerades, men eftersom filmens producent Charles Mintz ansåg att Kalle såg för ålderdomlig ut visades inte filmen. På grund av producerade Disney och hans kollega Ub Iwerks en ny kortfilm; Trolley Troubles som släpptes samma år. Efter att den nya filmen fått positiv respons beslutade sig filmbolaget Universal Pictures och producenten Charles Mintz att släppa denna film sommaren 1928.

### Eftermäle
Filmens handling blev inspiration för den senare Musse Pigg-kortfilmen Musse Piggs mardröm som utkom 1932.
Filmen, som länge ansågs förlorad, återfanns på 2000-talet i skepnad av en kopia på 16 mm i ett privat filmarkiv i Storbritannien. Efter att ha restaurerats gavs den ut på DVD och Blu-ray 2017, som bonusmaterial till nyutgåvan av Disney-långfilmen Pinocchio.